# Museo Arqueológico R.P. Gustavo Le Paige

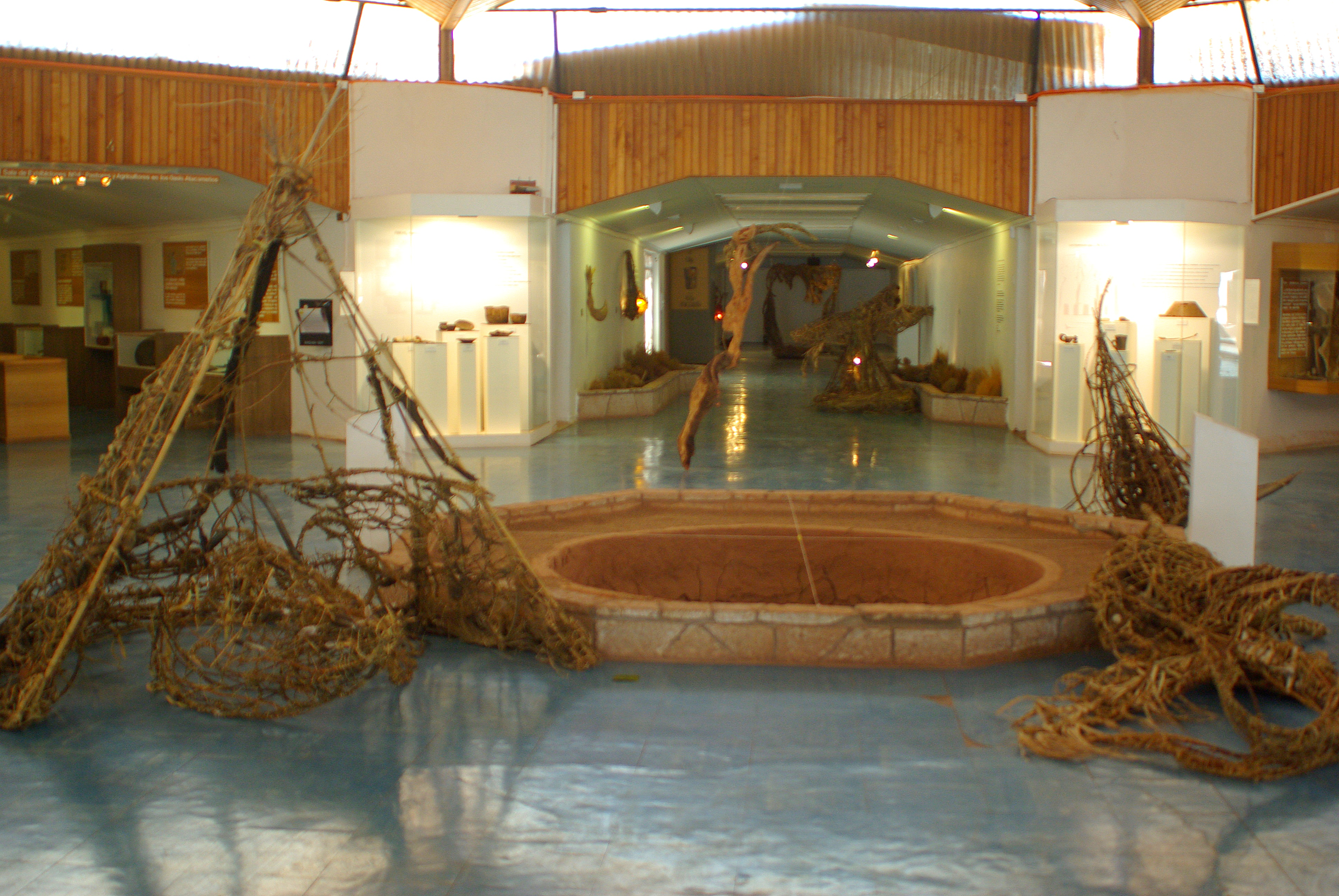
Sala de ingreso del Museo Arqueológico de San Pedro de Atacama

El Museo Arqueológico R. P. Gustavo Le Paige estaba ubicado en la comuna de San Pedro de Atacama, en la II Región de Antofagasta, Chile. Este museo pertenecía a la Universidad Católica del Norte.
Llevaba el nombre del distinguido jesuita Gustavo Le Paige, quien dedicó casi toda su vida a la búsqueda, la recolección y el estudio de restos arqueológicos de la zona. Le Paige se radicó en San Pedro en 1955 y dos años más tarde, junto a sus colaboradores, abrió en su casa parroquial el primer museo.  
En 1963, con la ayuda de la Universidad Católica del Norte, inauguró el primer pabellón del nuevo museo, que tiene ahora tres: el hall de exhibición, el pabellón de laboratorios, investigación, biblioteca y documentación y, por último, el de la bodega. Además, en 1991 nació, con aportes de Minera Escondida, la Sala del Tesoro, donde se exponen las piezas de oro.
Hasta el 2007 los visitantes podían ver momias muy bien preservadas, pero ese año fueron retiradas de la sala de exhibición a petición de los lickanantai y depositadas en el área de conservación y colecciones.
Contenía la más grande colección de piezas arqueológicas de la cultura atacameña (cerca de 380.000) y es una de las principales atracciones turísticas del pueblo de San Pedro. 
Fue cerrado y desmantelado en 2016. 